# Asphondylia crassipalpis
Asphondylia crassipalpis är en tvåvingeart som beskrevs av Jean-Jacques Kieffer och Jörgensen 1910. Asphondylia crassipalpis ingår i släktet Asphondylia och familjen gallmyggor. Inga underarter finns listade i Catalogue of Life.